# Krimml-X-Press
| Krimml-X-Press                          | Krimml-X-Press                           |
| --------------------------------------- | ---------------------------------------- |
| westliche Talstation des Krimml-X-Press |                                          |
| Standort:                               | Zell am Ziller / Gerlos                  |
| Bauart:                                 | 4-CLD                                    |
| Baujahr:                                | 1999                                     |
| Berg:                                   | Kreuzjoch; Isskogel                      |
| Talstation:                             | Arena Stadl, 2405 m                      |
| Höhendifferenz:                         | 97 m                                     |
| Zwischenstation:                        | Übergangsjoch, 2502 m                    |
| Höhendifferenz:                         | -380 m                                   |
| 2. Zwischenstation:                     | Wilde Krimml, 2122 m                     |
| Höhendifferenz:                         | -69 m                                    |
| Bergstation:                            | Teufeltal, 2053 m                        |
| Höhendifferenz:                         | 449 m                                    |
| Streckenlänge:                          | 2904 m                                   |
| Fahrdauer:                              | 11 min                                   |
| Fahrgeschwindigkeit:                    | 4,5 m/s                                  |
| Anzahl der Sessel:                      | 172 Stk.                                 |
| Anzahl der Stützen:                     | 28 Stk.                                  |
| Kapazität:                              | 1800 Pers./Stunde                        |
| Hersteller:                             | Leitner                                  |
| Betreiber:                              | Zeller Bergbahnen Zillertal GmbH & Co KG |
| Website:                                | www.zillertalarena.com                   |

Der Krimml-X-Press war eine Sesselbahn im Skigebiet Zillertal Arena in Tirol, sie wurde zum Winter 2023/24 durch die 10er-Einseilumlaufbahn Wilde Krimml ersetzt.

## Seilbahnen

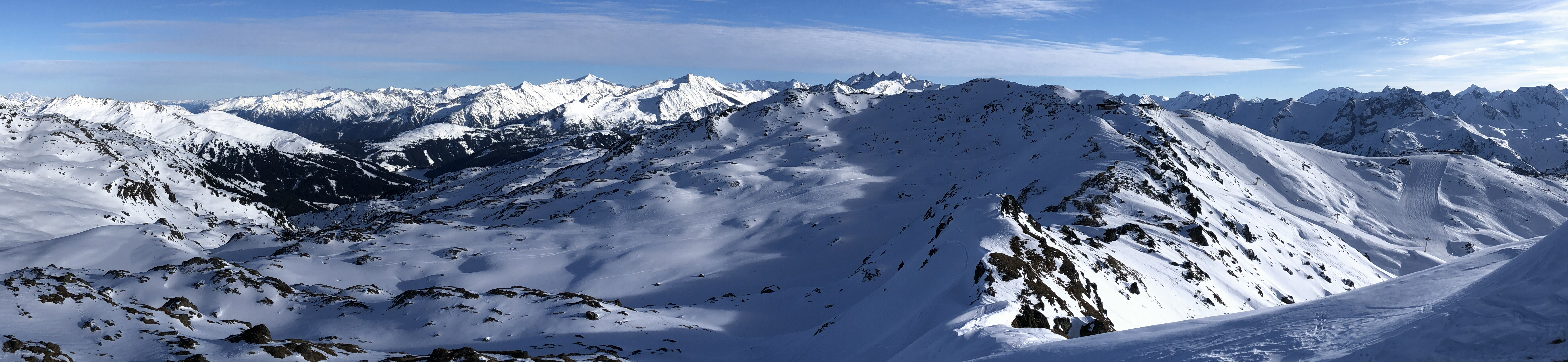
Das Ruhegebiet Wilde Krimml mit der Piste 21 und der 10er-Einseilumlaufbahn Wilde Krimml, rechts die Bergstation am Übergangsjoch, daneben die Bergstation der kuppelbaren Sesselbahn Kapauns-X-Press, dahinter das Kreuzjoch, ganz rechts das Arena-Center, links die Sesselbahn Teufeltal im Skigebiet Gerlos mit dem Isskogel, links hinten das Skigebiet Königsleiten, hinter dem Speicher Durlaßboden das Skigebiet Gerlosplatte, im Hintergrund die Hohen Tauern (links) und die Zillertaler Alpen (rechts).

Die kuppelbare 4er-Sesselbahn Krimml-X-Press verlief durch die Wilde Krimml und verband die früher getrennten Skigebiete Zell am Ziller und Gerlos. Die 1999 von der Firma Leitner errichtete Anlage besaß eine Länge von 2904 Metern und überwand einen Höhenunterschied von 462 Metern. Die Anlage besaß zwei Zwischenstationen, um die geländebedingten Richtungsänderungen möglich zu machen und gleichzeitig dienten diese als Zustiegs- (untere Zwischenstation mit 90-Grad Richtungsänderung oberhalb Krummbachtal) bzw. Ausstiegsmöglichkeit (Zwischenstation am Übergangsjoch), weshalb die Schneesportler bei Bergfahrt in der unteren Zwischenstation wegen der niveaugleichen Stationsdurchfahrt den Bügel öffnen und die Schneesportgeräte anheben mussten. Durch die Zwischenstationen war es möglich direkt vom Übergangsjoch aus die Pisten zu erreichen bzw. unten direkt wieder hinaufzufahren ohne die Flachstrecke der Piste am Ende der Wilden Krimml zurücklegen zu müssen. Die Sesselbahn wurde von den Zeller Bergbahnen Zillertal GmbH & Co KG betrieben.

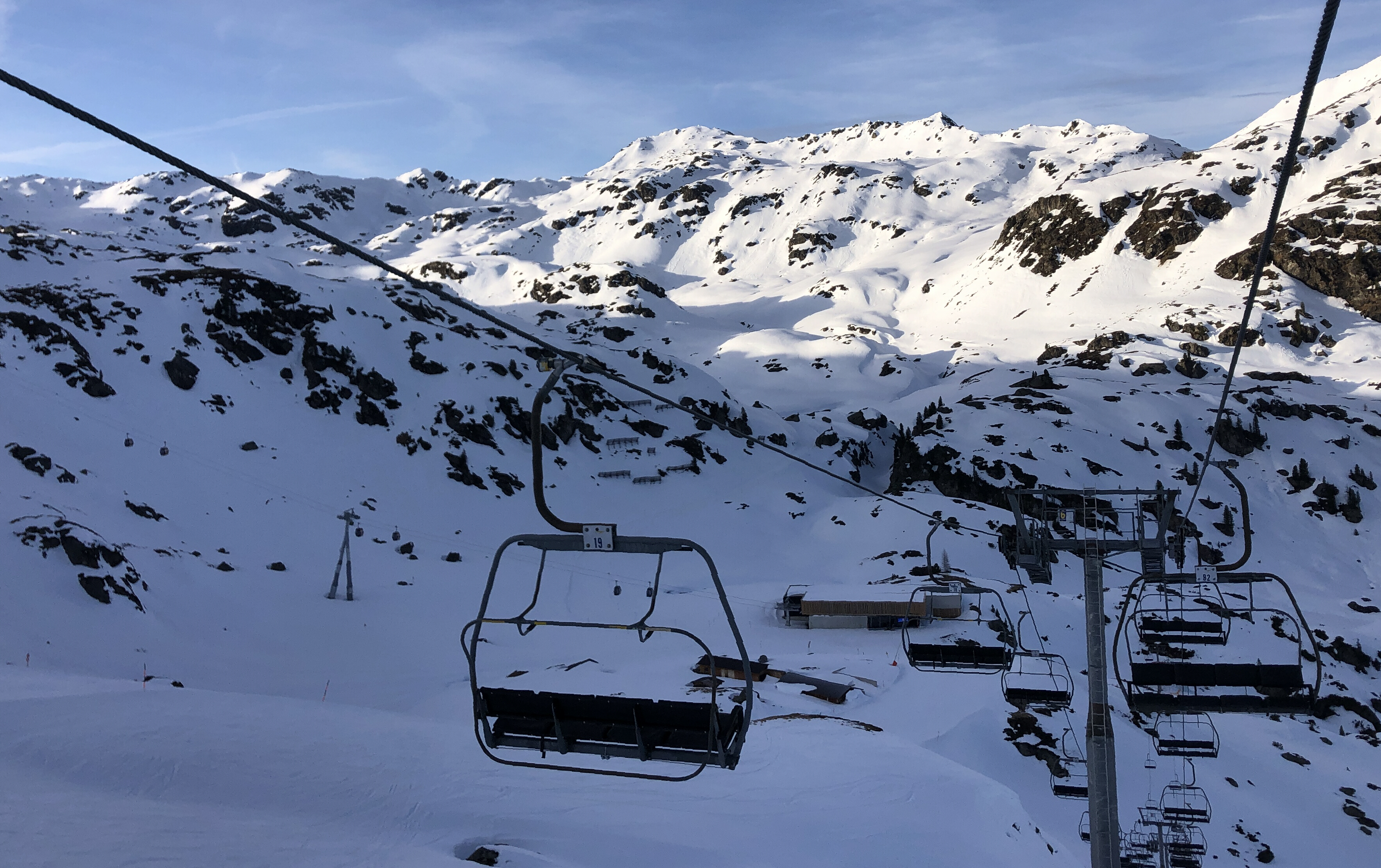
Die Talstation der 10er-Einseilumlaufbahn Wilde Krimml, davor die Gebäude der Wilde Krimml Alm sowie die Sesselbahn Teufeltal, hinten der Katzenkopf

Im Zeitraum 2022/2023 wurde als Ersatzanlage die 10er Gondelbahn Wilde Krimml der Firma Leitner errichtet, die eine direkte Trassierung ohne Zwischenstationen hat. Durch den Neubau der Seilbahn entfielen beide Mittelstationen und der Standort der Bergstation (Zeller Seite) wurde auf das Übergangsjoch zurückversetzt, so dass sich die Länge der Seilbahn erheblich verkürzt hat (statt knapp 3 Kilometer sind es nun  nur noch rund 1,9 Kilometer Streckenlänge) und statt vier nur noch zwei Stationen benötigt werden. Durch die neue direkte Streckenführung verläuft die Bahn nun am Rand des Gebietes Wilde Krimml und kommt mit weniger Stützen aus (statt 28 nur noch 9 Stützen). Die neue Seilbahn wurde wiederum von den Zeller Bergbahnen Zillertal GmbH & Co KG errichtet, obgleich die Gondelbahn praktisch vollständig auf dem Gemeindegebiet von Gerlos verläuft. Die Anlage ist nur im Winter bei Skibetrieb in Nutzung.
Die alte Bahn wurde 2023 demontiert und für eine neue Verwendung als Gebrauchtanlage in das Skigebiet von Tanvaldský Špičák (Tschechien) verbracht, wo sie 2025 neu aufgebaut und zum Winter 2025/26 als 4-CLD  Tanvaldský Špičák 1 in Betrieb gehen wird. Sie ersetzt einen fixgeklemmten Vierersessellift.

## Piste
Vom Übergangsjoch (Bergstation der EUB Wilde Krimml) östlich abwärts Richtung Krummbachtal verläuft die mittelschwere Skipiste 21. Diese Piste kann nicht künstlich beschneit werden, da die Wilde Krimml, durch die die Piste verläuft, unter Naturschutz steht. Aufgrund der Höhenlange zwischen 2.000 und 2.500 Metern Seehöhe ist dieser Bereich aber relativ schneesicher, auch weil südlich der Ostkamm des Kreuzjochs das Gebiet etwas abschirmt.

## Naturschutz
Die Wilde Krimml ist ein Ruhegebiet in den Kitzbüheler Alpen. Für den Zusammenschluss der Skigebiete Zell am Ziller und Gerlos zur Zillertal Arena wurde der Krimml-X-Press trotz negativem naturschutzrechtlichem Bescheid durch das bis dahin naturbelassene Gebiet gebaut. Gegen den Bau gab es Proteste von Umweltschutzverbänden, unter anderem vom Österreichischen Alpenverein.